# Nicolas Keppens
Nicolas Keppens (* im 20. Jahrhundert) ist ein belgischer Filmregisseur, Drehbuchautor und Trickfilmzeichner, der 2025 für einen Oscar nominiert ist.

## Biografie
Keppens erster Kurzfilm Wildebeest handelt von einem Paar mittleren Alters, das seinen Traum von einer Safari verwirklicht. Als die beiden in der Wildnis zurückgelassen werden, verwandelt sich dieser Traum ins Gegenteil. Der Film erhielt zwei Auszeichnungen und drei Nominierungen für weitere Preise. Mit seinem nächsten Kurzfilm Easter Eggs (2020) wurde Keppens bereits mit fünf Auszeichnungen bedacht, zudem war der Film für weitere 18 Auszeichnungen nominiert. Der Film war Teil des Kurzfilmprogramm der Berlinale und wurde dort mit dem Berlin Short Film Candidate for the European Film Awards ausgezeichnet. Der Animationsfilm erzählt von dem Gefühl an der Schwelle von der Kindheit zum Erwachsensein zu stehen und handelt von den Freunden Jason und Kevin.
Mit seinem animierten Kurzfilm Beautiful Men von 2023 ist Keppens gemeinsam mit dem Produzenten des Films, Brecht Van Elslande, für einen Oscar in der Kategorie „Bester animierter Kurzfilm“ für einen Oscar bei der Oscarverleihung 2025 nominiert. Der Film thematisiert in Stop-Motion-Animation die Hoffnungen von drei Brüdern, die sich einer Haartransplantation unterziehen wollen. Außer der Nominierung für einen Oscar war der Film für zwölf weitere Preise nominiert und konnte bisher neun Auszeichnungen erringen.

## Filmografie (Auswahl)
- 2018: Wildebeest (Kurzfilm; Autor, Regie)
- 2020: Easter Eggs (Kurzfilm; Filmschnitt/Montage, Regie)
- 2023: Beautiful Men (Kurzfilm; Filmschnitt/Montage, Drehbuch, Regie)

## Auszeichnungen (Auswahl)
– Wenn nicht anders angegeben, immer für und mit dem Film Beautiful Men –
Off-Courts Trouville 2018
- Nominiert Europe & Francophonie in der Kategorie „Bester Film“ für und mit Wildebeest

Anima – Brussels Animation Film Festival 2021
- Gewinner Sabam Award für den besten belgischen Kurzfilm in der Kategorie „Bester belgischer Kurzfilm“ für und mit Easter Eggs

Bucheon International Animation Film Festival 2021
- Nominiert für den Festival Prize in der Kategorie „Bester animierter Kurzfilm“ für und mit Easter Eggs

Linoleum International Contemporary Animation 2021
- Nominiert für den Jury Prize in der Kategorie „Bester in einem internationalen Wettbewerb“ für und mit Easter Eggs

Aegean Film Festival 2021/2019
- Nominiert als bester Kurzfilm in der Kategorie „Internationaler Wettbewerb“ für und mit Easter Eggs
- Nominiert als bester Kurzfilm in der Kategorie „Internationaler Wettbewerb“ für und mit Wildebeest gemeinsam mit Matthias Phlips

Berlinale 2021
- Nominiert für den Goldenen Bären in der Kategorie „Bester Kurzfilm“ für und mit Easter Eggs

Denver Film Festival 2021
- Nominiert in der Kategorie „Bester Kurzfilm“ für und mit Easter Eggs

European Film Awards 2021/2018
- Nominiert für den European Film Award in der Kategorie „Bester europäischer Kurzfilm“ für und mit Easter Eggs
- Nominiert für den European Film Award in der Kategorie „Bester europäischer Kurzfilm“ für und mit Wildebeest gemeinsam mit Matthias Phlips

Valladolid International Film Festival 2021
- Nominiert für den Golden Spike in der Kategorie „Bester Kurzfilm“ für und mit Easter Eggs

Fantoche – International Animation Film Festival 2021
- Nominiert als bester Film  in der Kategorie „Internationaler Wettbewerb“ für und mit Easter Eggs

Leuven International Short Film Festival 2020/2017
- Gewinner Audience Award in der Kategorie „Flämischer Wettbewerb: Animation“ für und mit Easter Eggs
- Gewinner Audience Award in der Kategorie „Flämischer Wettbewerb: Animation“ für und mit Wildebeest gemeinsam mit Matthias Phlips

Tallinn Black Nights Film Festival 2021
- Nominiert im Kurzfilm und Animations-Wettbewerb in der Kategorie „Bester Animations-Kurzfilm“ für und mit Easter Eggs

Fest New Directors/New Films Festival 2021
- Gewinner Silver Lynx in der Kategorie „Beste Kurzfilm-Animation“ für und mit Easter Eggs

CineFest – Miskolc International Film Festival 2021
- Nominiert in der Kategorie „Bester Kurzfilm“ für und mit Easter Eggs

Annecy International Animated Film Festival 2024
- Nominiert für den Cristal in der Kategorie „Bester Kurzfilm“
- Gewinner des Festival Connexion Award
- Gewinner des Alexeïeff – Parker Award
- 2021: Nominiert für den Cristal in der Kategorie „Bester Kurzfilm“ für und mit Easter Eggs
- 2021: Gewinner des Jury Award in der Kategorie „Bester Kurzfilm“ für und mit Easter Eggs

Aspen Shortsfest 2024
- Gewinner des Jury Award in der Kategorie „Beste Animation“
- Gewinner The Ellen

Clermont-Ferrand International Short Film Festival 2024
- Nominiert für den Grand Prix in der Kategorie „Internationaler Wettbewerb“

Hamptons International Film Festival 2024
- Nominiert für den Golden Starfish Award in der Kategorie „Bester Kurzfilm“
- Gewinner des Golden Starfish Award/Lobende Erwähnung

Nashville Film Festival 2024
- Nominiert für den Grand Jury Prize in der Kategorie „Bester animierter Kurzfilm“
- Nominiert für den Grand Jury Prize in der Kategorie  „Bester animierter Kurzfilm“ für und mit Easter Eggs
- Nominiert für den Grand Jury Prize in der Kategorie „Bester Kurzfilm“ für und mit I Am Afraid to Forget Your Face

Philadelphia Film Festival 2024
- Gewinner des Jury Award in der Kategorie „Bester Kurzfilm“

SXSW Film Festival 2024
- Nominiert für den SXSW Grand Jury Award in der Kategorie „Bester animierter Kurzfilm“

Uppsala International Short Film Festival 2024
- Nominiert für den Grand Prix in der Kategorie „Internationaler Wettbewerb“
- Nominiert für den Grand Prix in der Kategorie „Internationaler Wettbewerb“ für und mit Easter Eggs

Zagreb World Festival of Animated Films 2024
- Nominiert für den Grand Prize in der Kategorie „Internationaler Kurzfilm-Wettbewerb“
- 2021: Gewinner Special Mention in der Kategorie „Internationaler Kurzfilm-Wettbewerb“ für und mit Easter Eggs
- 2021: Nominiert für den Grand Prize in der Kategorie „Internationaler Kurzfilm-Wettbewerb“ für und mit Easter Eggs

Ottawa International Animation 2024
- Gewinner des Jury Prizes in der Kategorie „Bester Kurzfilm“

Calgary International Film Festival 2024
- Nominiert in der Kategorie „Bester animierter Kurzfilm“

Film Festival Oostende 2024
- Nominiert für den Ensor in der Kategorie „Bester Kurzfilm (Beste Kortfilm)“

Guanajuato International Film Festival 2024
- Nominiert für den Festival Prize in der Kategorie „Bester animierter Kurzfilm“
- 2021: Nominiert für den Festival Prize in der Kategorie „Bester animierter Kurzfilm“ für und mit Easter Eggs

Vilnius International Film Festival 2024
- Nominiert in der Kategorie „Bester Kurzfilm-Wettbewerb“

London International Animation Festival 2024
- Gewinner des Festival Awards für den besten Film
- Gewinner des Wettbewerbs Internationale Jury/Programm Voting Stop Motion Panorama

Annie Awards 2025
- Nominiert für den Annie in der Kategorie „Bestes Thema in einem animierten Kurzfilm“

Academy Awards 2025
- Nominiert für den Oscar in der Kategorie „Bester animierter Kurzfilm“ Nicolas Keppens gemeinsam mit Brecht Van Elslande